# Ceratoconcha quarta
Ceratoconcha quarta is een zeepokkensoort uit de familie van de Pyrgomatidae. De wetenschappelijke naam van de soort is voor het eerst geldig gepubliceerd in 1947 door Kolosvary.